# Lacul Avrig
Lacul Avrig este un lac glaciar din Munții Făgăraș. Se află la altitudinea de 2011 m. Suprafața lacului este de 1,47 ha. Adâncimea maximă este de 4,5 m.
Lacul are o formă oarecum trapezoidală, cu lungimea maximă de 180 m, pe direcția est-vest. Lățimea sa, pe direcția nord-sud, este de circa 100 m.
În lac își are originea Râul Avrig.
Din punct de vedere turistic, lacul Avrig se află la jumătatea drumului între cabana Suru și cabana Negoiu.

## Galerie imagini

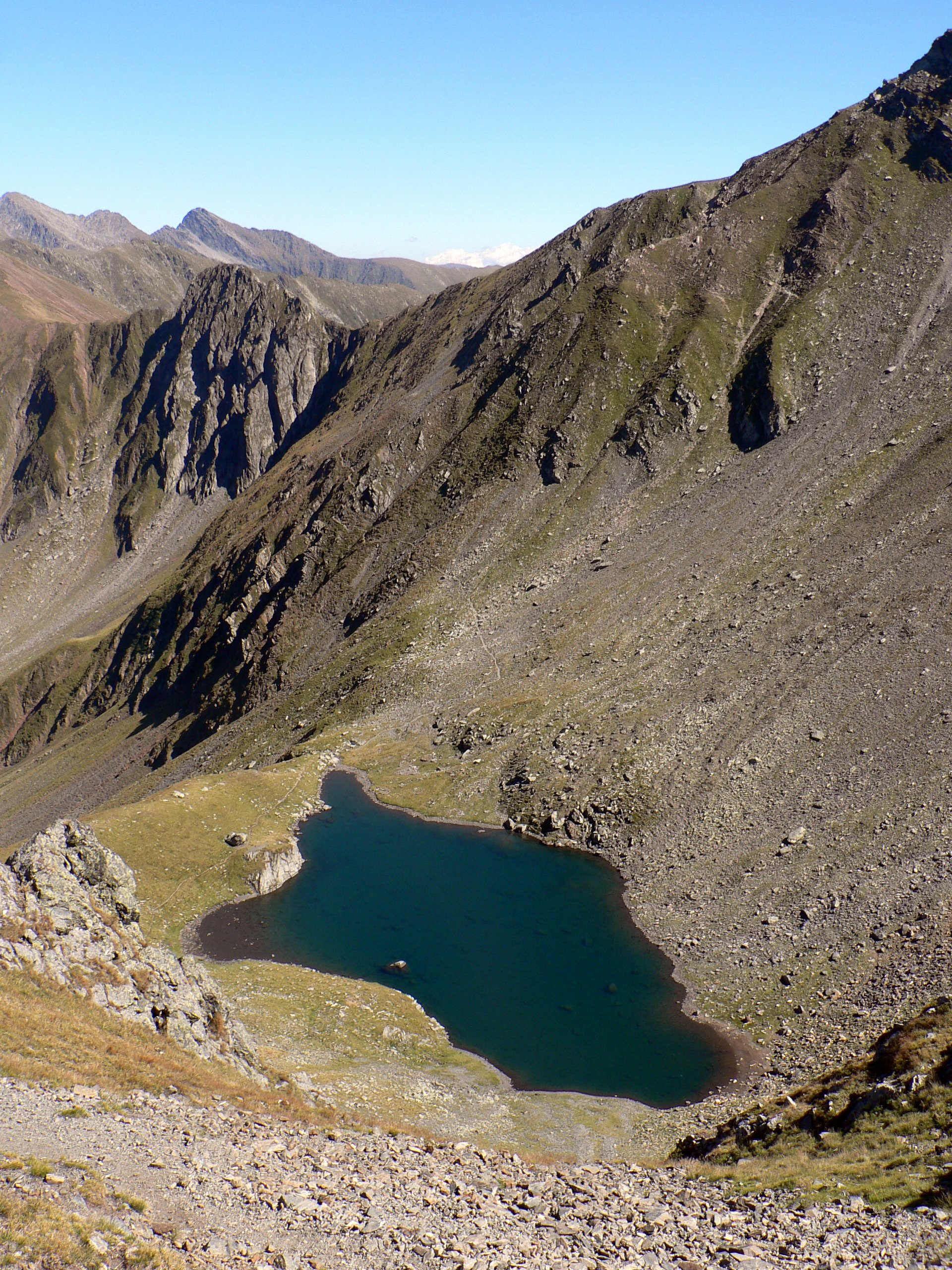
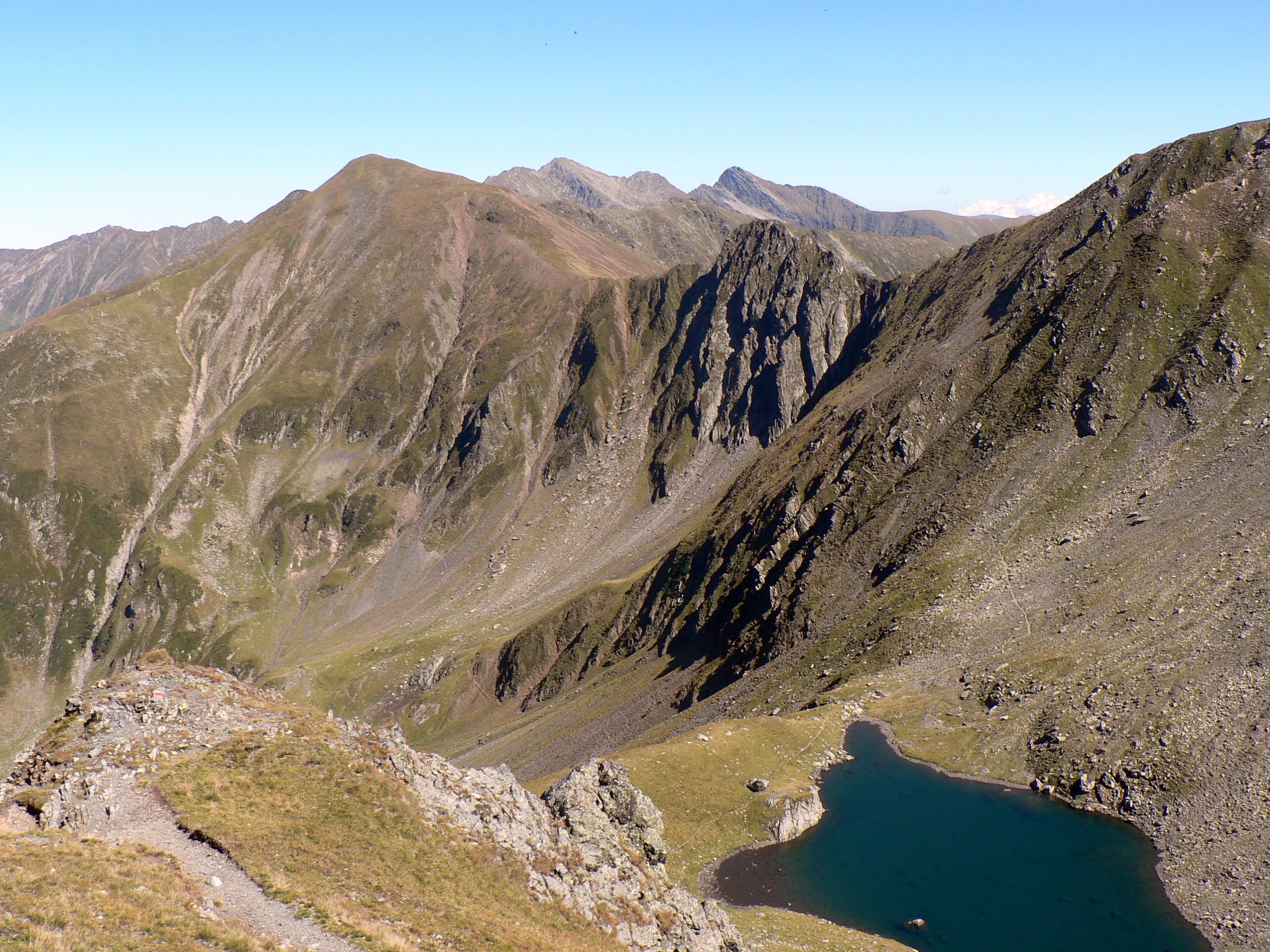